# Asthenoctenus longistylus
Asthenoctenus longistylus är en spindelart som beskrevs av Antonio D. Brescovit och Simó 1998. Asthenoctenus longistylus ingår i släktet Asthenoctenus och familjen Ctenidae. Inga underarter finns listade.